# HMS Hebe (J24)
Pour les autres navires du même nom, voir HMS Hebe.
Le HMS Hebe (pennant number J24) est un dragueur de mines de la classe Halcyon construit pour la Royal Navy dans les années 1930 et utilisé pendant la Seconde Guerre mondiale

## Construction
Le Hebe est commandé le 2 mars 1936 pour le chantier naval de HM Dockyard, Devonport de Plymouth en Angleterre. La pose de la quille est effectuée le 27 avril 1936, le Hebe est lancé le 28 octobre 1936 et mis en service le 23 octobre 1937.
Il est parrainé par la communauté civile du district urbain de Hemsworth dans le West Riding of Yorkshire, dans le cadre de la Warship Week (semaine des navires de guerre) en mars 1942.
La classe Halcyon est conçue pour remplacer la classe Hunt précédente et varie en taille et en propulsion en fonction de sa construction.
Après la fabrication des 5 premiers Halcyon, et ses 2 exemplaires d'une variante, le deuxième groupe de 14 navires dont fait partie ce navire est lancé avec comme principale modification sa propulsion. Ils déplacent 828 t à charge standard et 1 311 t à pleine charge. Les navires ont une longueur totale de 74,75 m comme la variante de la première série , un maître-bau de 10,21 m et un tirant d'eau de 2,7 m.
Ils sont propulsés par deux turbines à vapeur Parsons (alors que la première série des Halcyon possédait des machines à vapeur verticales compound ou triple expansion), chacune entraînant un arbre, utilisant la vapeur fournie par deux chaudières à trois cylindres Admiralty. Les moteurs produisent un total de 1 750 ch (2 370 kW) et donnent une vitesse maximale de 16,5 nœuds (30,6 km/h). Il transporte au maximum 247 t de mazout, ce qui lui donne un rayon d'action de 7 200 milles marins (13 300 km) à 10 nœuds (19 km/h).  L'effectif du navire est composé de 80 officiers et hommes d'équipage.
Cette deuxième série de la classe Halcyon est armée de deux canons de marine de 4 pouces QF Mk V (102 mm) avec un montage HA Mk.III à angle élevé. Il est également équipé de huit mitrailleuses Lewis de .303 British (7,7 mm), ainsi d'un support quadruple pour les mitrailleuses Vickers de 12,7 mm est rajouté. Plus tard, dans sa carrière, il est rajouté jusqu'à quatre supports simples ou doubles pour les canons antiaérien Oerlikon de 20 mm. Pour le travail d'escorte, son équipement de dragage de mines pouvait être échangé contre environ 40 charges de profondeur.

## Histoire
À la fin des essais après sa mise en service, le Hebe est affecté à la Home Command dans la 1re Flottille de dragueurs de mines (1st Minesweeper Flottilla). Il est transféré de Portsmouth à Devonport pour son équipage et pour des essais le 6 septembre 1937. Il est retiré du service à Dockyard Control le 11 septembre et a échangé des équipages avec Halcyon (J42).
Le Hebe est réaménagé en mars/avril 1938 et il est ensuite mis en service et commence à travailler dans la Manche avec des visites dans les ports de la côte Sud. Après l'entretien en août, il accompagne la Flottille lors d'une visite à Copenhague qui commence le 30 août. Il passe septembre/octobre au large de la côte Nord-Ouest de l'Écosse et navigue jusqu'à Portsmouth en décembre où il est réaménagé en avril 1939.

### Seconde Guerre mondiale
En juin, le Hebe participe à la recherche du sous-marin Thetis (N25) coulé dans la baie de Liverpool pendant ses premiers essais. Il reste avec le Seagull (J85) pour des opérations de sauvetage sur le sous-marin. Le Bramble (J11) le relève en août et avec la guerre approchant, il navigue vers sa station de guerre à Scapa Flow. Octobre/novembre sont consacrés à des tâches opérationnelles au port «A», à Scapa Flow et dans la Clyde, aidant à éliminer les mines ennemies dans cette dernière.
Le Hebe accoste à Leith et y fait l'objet d'un radoub court jusqu'au 3 février 1940. Hors de radoub, il travaille à Scapa Flow et au large de la côte Est écossaise. Dix «Halcyon» des 4e, 5e et 6e Flottille de dragueurs de mines participent à l'opération Dynamo dans le cadre du réembarquement des forces de la British Expeditionary Force (BEF) du port et des plages de Dunkerque, et le Hebe de la 1re Flottille basée à Scapa Flow est également présent. Pendant un certain temps, le Hebe porte le drapeau du F.O. Douvres et le 29 mai 1940, il est utilisé comme quartier général en sa qualité d'officier sénior à flot. Le même jour, le contre-amiral Frederic Wake-Walker hisse son drapeau sur le Hebe et se charge de l'évacuation. Le 31 mai 1940, le Hebe embarque à son bord Lord Gort pour une partie de son voyage de Dunkerque à Douvres. Le 1er juin, le Hebe est endommagé lorsqu'il est touché par une bombe allemande. L'équipage souffre de l'effort de l'opération en tant que navire de commandement au large de Bray-Dunes, peu de membres d'équipage ont dormi pendant cinq jours. Dans la soirée du 31, le sous-lieutenant du Hebe s'effondre, faisant des crises et des convulsions. Le lendemain, 27 membres de l'équipage sont descendus pour la même raison. Enfin, alors que le Hebe rentre à Douvres le matin du 1er juin, le chirurgien du navire s'effondre également, marmonnant qu’il ne pourrait pas faire face à un autre voyage à Dunkerque. Dans ces tristes circonstances, le Hebe reçoit l'ordre de se reposer, seul remède, et descend La Manche vers Portsmouth le 5. Pendant les deux mois suivants, tous les petits navires disponibles sont employés dans la zone où l'ennemi semble susceptible de tenter une invasion sur l'Angleterre, c'est-à-dire de Wash à Newhaven. Des flottilles de destroyers soutenues par des croiseurs sont stationnées à des points stratégiques et le cuirassé Revenge (06)  attende à Plymouth. En septembre, le Hebe est libéré pour retourner dans le Nord, et avec le Hazard (J02) recherchent des mines au large de la côte Est ce mois-là. Le 15 novembre 1940, le Hebe se rend à Leith pour un radoub qui dure jusqu'au 3 février 1941.
Sorti du radoub, il est affecté pour des tâches d'escorte, mais le 8 février 1941, il est impliqué dans une collision et doit se rendre à Rosyth pour des réparations jusqu'au 22. Il escorte le convoi FS 22, puis, plus tard, escorte un seul navire nommé Pass of Leny qui est remorqué par le remorqueur Sea Giant. Avec le Bramble, il effectue une recherche de mines de Dungeness  à  Portsmouth après d'autres réparations sur la Tamise d'avril à mai. Par la suite, son rôle devient plus clair. À la mi-mai, il est affecté aux navires de la 1re Flottille pour les opérations de recherche de mines, sinon il doit être mis à la disposition du Commandement en Chef des approches occidentales pour les tâches d'escorte. Le Hebe escorte donc les convois suivants entre le 19 mai et le 13 septembre 1941: HX 125, OB 327, HX 128, OB 336, SC4, OB 343, HX 136, HX 139, ON 5, SC 39, SC 40, HX 145 et ONM 16. Ces tâches durent généralement trois ou quatre jours - la première ou la dernière étape des passages de convois - pendant la course vitale de l'Atlantique Nord. Le Hebe réaménage ensuite à Belfast entre le 16 septembre et le 9 novembre 1941.
Après sa rénovation de Belfast, le Hebe rejoint ses navires-jumeaux (sister ship) de la 1re Flottille sur la "Kola Run", les convois de l'Arctique vers la baie de Kola. Le Hebe, le Hazard et le Sharpshooter (J68) escortent quatre des sept navires du convoi PQ 5 de Kirkwall à Hvalfjörður en Islande à la mi-novembre 1941. Les "Halcyon" avec le croiseur léger Sheffield (24), naviguent devant ce convoi pour arriver à Mourmansk le 8 décembre. Pendant un certain temps, le Hebe est employé localement dans les eaux du nord de la Russie. Avec le Bramble, il escorte deux navires du convoi QP 4, San Ambrosio et Eulima, d'Arkhangelsk à Mourmansk. Plus tard, avec le Bramble et le Hazard, il a rendez-vous avec le convoi PQ 7 et l'amene à Mourmansk le 12 janvier 1942. Le Hebe et le Bramble font ensuite le passage vers le Royaume-Uni, escortant le convoi QP 6 (six navires) entre le 24 janvier et le 2 février. Le Hebe navigue jusqu'à Immingham pour y réaménager entre le 8 février et le 11 mars 1942.
Après sa remise en état, le Hebe se rend à Scapa Flow et reçoit l'ordre de dépasser le convoi PQ 13 (19 navires). En route pour Seyðisfjörður avec le destroyer Fury (H76), il a des problèmes mécaniques mais atteint l'Islande le 22 mars 1942. Le convoi PQ 13 quitte Reykjavik le 20, le Hebe est retardé et finalement le 28, il reçoit l'ordre de se joindre à l'escorte du convoi PQ 14 (24 navires). Le Hebe a plus d'un jour de retard lorsqu'il dépasse ce convoi, dont 16 navires sont retournés en Islande en raison du mauvais temps et de la glace. Le Hebe lui-même subit des dommages causés par la glace, et il accompagne quatre des navires marchands de retour, dont le Aldersdale, à Reykjavik. Le Hebe se rend au Humber pour réparation en avril/mai 1942.
Après ses réparations, le Hebe est redéployé à des climats plus ensoleillés. Le 31 mai 1942, il quitte Scapa avec le Speedy pour Greenock et pour la route de Gibraltar pour un transfert vers la Mediterranean Fleet (Flotte méditerranéenne), en la rejoignant par les voies maritimes de l'opération Harpoon. D'autres navires de la 1re Flottille de dragueurs de mines quittent également leur base pour rejoindre la 17e Flottille dans la Méditerranée.
L'opération Harpoon consiste à envoyer des convois vers l'île assiégée de Malte. Simultanément, un convoi part pour l'île de l'Est de la Méditerranée. Quatre dragueurs de mines de la Flotte, dont le Hebe et le Speedy, se joignent à l'escorte du convoi Harpoon occidental qui quitte la Clyde le 5 juin 1942. Les dragueurs de mines de la flotte sont nécessaires pour envoyer le convoi à travers les champs de mines ennemis autour de Malte, et après pour garder le port exempt de mines.
Le soir du 15 juin 1942, alors que le convoi se trouve à 30 miles au Sud de Pantelleria, deux croiseurs italiens avec des canons de 152 mm (6 pouces) et plusieurs destroyers apparaissent. Des bombardiers en piqué arrivent au-dessus du convoi et coulent le navire marchand américain Chant. Le navire marchand Kentucky II est touché et remorqué par le Hebe. Le marchand Burwan est détruit, et avec le Kentucky II, ils sont coulés par leurs propres escortes pour donner aux deux derniers navires marchands une meilleure chance de survie. Le Hebe est endommagé par un obus d'un croiseur italien en essayant de couler le Kentucky II. Finalement, le reste du convoi (seulement deux navires) et les escortes arrivent à portée des avions Supermarine Spitfire basés à Malte. Malheureusement, le marchand Orari et trois destroyers d'escorte percutent des mines sur la route vers Malte le 16 juin, le destroyer polonais ORP Kujawiak (L72) sombre en portant secours au Badsworth (L03) et les autres navires survivent. Le 16 juin, le Hebe est perforé à bâbord, au-dessus de la quille et de l'hélice tribord, endommagé par «une mine ou une torpille» au large de Malte. Le Hebe accoste finalement pour des réparations à Malte du 17 juin jusqu'en juillet.
À la mi-août, alors basé à Malte, le Hebe part en aide au Brisbane et à l'Ohio. Ces navires ont survécu à l'opération Pedestal le convoi épique d'août à destination de Malte, bien que très touchés, en particulier le pétrolier Ohio. Le Hebe est l'un des nombreux navires, y compris le Speedy, le Hythe et le Rye, qui ont en quelque sorte tiré le pétrolier inerte brisé dans le port.
Le Hebe reste et joue son rôle pour garder le port de Malte ouvert. Il est probable qu'à la suite de l'opération Torch en novembre 1942 qui amène les armées alliées sur la côte nord-africaine, il est ensuite déployé pour s'occuper des mines dans d'autres ports, et également pour servir de navire d'escorte. En juillet 1943, il participe à l'opération Husky, l'invasion de la Sicile.
Début novembre, il y a encore 13 sous-marins allemands en Méditerranée et l'un d'entre eux, le U-453, a effectué trois sorties de mouillage de mines au large de Brindisi et de Bari. Le Hebe est victime d'une mine au large de Bari le 22 novembre 1943 et il coule à la position géographique de 41° 08′ N, 16° 52′ E avec la perte de 38 hommes de son équipage. Le champ de mines a été mis près du port de Bari par le U-453 au cours de la semaine précédente. L'explosion a frappé la cloison entre les chaufferies du côté bâbord, suivie d'une deuxième explosion près du même endroit. Le Hebe chavire dans les quatre minutes suivant la première explosion.

### Honneurs de bataille
- DUNKIRK 1940
- ARCTIC 1941-42
- MALTA CONVOYS 1942
- SICILY 1943

### Participation auxconvois
Le Hebe a navigué avec les convois suivants au cours de sa carrière:
1. Convoi HX 125A
2. Convoi HX 128
3. Convoi HX 136
4. Convoi HX 139
5. Convoi HX 142
6. Convoi HX 145
7. Convoi OB 327
8. Convoi OB 336
9. Convoi ON 5
10. Convoi PQ 14
11. Convoi QP 4
12. Convoi QP 6
13. Convoi SC 34
14. Convoi SC 39
15. Convoi SC 40

### Commandement
- Lieutenant Commander (Lt.Cdr.) John Bruce Goodenough Temple (RN) du 22 août 1939 au 27 mai 1942
- Lieutenant Commander (Lt.Cdr.) George Mowatt (RNR) du 27 mai 1942 à fin 1943
- Lieutenant (Lt.) Arthur Lewis Gulvin (RN) de fin 1945 au 22 novembre 1943